# Svätopluk (opera)
Svatopluk (i v českých zemích uváděný pod originálním slovenským názvem Svätopluk) je opera slovenského skladatele Eugena Suchoně na námět ze života historického vládce Velkomoravské říše knížete Svatopluka. Vznikala od roku 1953 a premiéru měla roku 1960.

## Vznik a historie díla
Po úspěchu přepracované verze Krútňavy (1952) a orchestrálních Metamorfóz (1953) se Suchoň obrátil k tématu krále Svatopluka. Věnoval se mu už ve 30. letech, kdy ke hře Kráľ Svätopluk Ivana Stodoly napsal nejdříve předehru pro velký orchestr (1934, Op. 10 č. 1) a poté i scénickou hudbu (1935-36, Op. 10 č. 2). Po Krútňavě, realistickém příběhu z vesnice připomínajícím opery Janáčka nebo veristů z přelomu 19. a 20. století, sáhl k ještě staršímu typu mytologického hudebního dramatu typu Wagnerova Lohengrina nebo Smetanovy Libuše.
Suchoň vycházel při práci na opeře v zásadě z dramatu Ivana Stodoly. Dramatik sice práci sledoval se zájmem, odmítl však na ní spolupracovat. Namísto toho skladateli pomáhala s libretem Jela Krčmáryová. Vedle samotného dramatu však Suchoň studoval řadu jiných literárních zpracování velkomoravského tématu, jakož i prameny a historické práce o Velkomoravské říši a o slovanském pohanství.
Hudební stránka opery je do značné míry odrazem Suchoňova výzkumu staré slovanské hudby a archaických kořenů lidové písně. Přitom však dodržuje přísný komponický rámec opírající se o útvary absolutní hudby a principy postwagnerovského hudebního dramatu. Oproti písňovější Krútňavě převažují deklamatorní recitativy, jež jen občas přecházejí v ariosa. Vážnost, se kterou Suchoň téma uchopil, a důraz na obřadní scény vede k tomu, že Svatopluk má blízko k oratoriu. Přitom je ale propracována psychologie osob, zejména postava samotného Svatopluka, která (podle Jana Trojana) "spojuje rysy monumentality a démoničnosti".
Slavnostní premiéra se konala 10. března 1960 v Slovenském národním divadle v Bratislavě v režii Miloše Wasserbauera, dirigoval ji Tibor Frešo. Vzápětí (29. dubna) byla uvedena rovněž v pražském Národním divadle, kde ji uvedl velký Suchoňův příznivce, dirigent Zdeněk Chalabala, v původním slovenském znění. Na základě této inscenace pořídil rovněž následujícího roku první nahrávku Svatopluka. Eugen Suchoň získal za Svatopluka (stejně jako za Krútňavu) státní cenu I. stupně (1960). Ještě ve stejném roce jej uvedlo i Státní divadlo v Košicích a v létě byl inscenován i v amfiteátru na Děvínském hradě.
Opera Svatopluk, podobně jako Suchoňova první opera Krútňava, i když v menším měřítku, byla předmětem ideologických úprav týkajících se především libreta. Textovými změnami byla zejména otupena idea křesťanství vítězícího nad pohanstvím, rovněž kladná postava Svatoplukova syna Predslava byla zbavena charakterizace jako mnicha. Tyto zásahy se však nedotkly hudební podstaty díla a byly v novodobých inscenacích odstraněny.
Svätopluk je od svého vzniku pravidelně uváděn na jevišti bratislavského Slovenského národního divadla, i když v menší míře a za menšího diváckého ohlasu než Krútňava. Po premiéře roku 1960 byl nastudován znou v letech 1970, 1972, 1985, 1990, 1994 a 1998. SND se Svätoplukem hostovalo mj. v Praze v letech 1960 a 1988 a roku 1965 byl jako první jiná než česká opera uveden na festivalu Smetanova Litomyšl. Zatím poslední inscenaci připravil režisér Juraj Jakubisko (premiéra 7. listopadu 2008). Mimo Bratislavu ji nastudovaly jen Košice roku 1960. Mimo Slovensko byl Svatopluk uváděn jen zřídka (např. Saratov 1962), zejména v českých zemích. Inscenaci v Národním divadle (31 představení) následovala nastudování v Olomouci (premiéra 26. 10. 1968) a v Liberci (5. 5. 1970). Naposledy jej čeští diváci mohli vidět v brněnském Janáčkově divadle 15. února 2009 při hostování inscenace režiséra Juraje Jakubiska ze Slovenského národního divadla.
Režisér Jozef Zachar natočil roku 1990 pro Československou televizi Bratislava televizní adaptaci této opery.
Fanfáry z opery Svatopluk se po roce 1992 staly fanfárami prezidenta Slovenské republiky.

## Osoby
- Král Svatopluk I. - bas
- Mojmír, jeho syn - baryton
- Svatopluk mladší, jeho druhý syn - tenor
- Predslav, jeho třetí syn - tenor
- Dragomír, dvorní špán - baryton
- Ľutomíra, kněžna z Panonie - soprán
- Záboj, igric a písař - tenor
- Blagota, otrokyně pohanského rodu - alt
- Milena, její dcera - soprán
- Žrec - bas
- Vražec - tenor
- Bogat, pohanský velmož - basbaryton
- 1.-6. kněžka Moreny - dva soprány, dva mezzosoprány a dva alty
- Stařešina - baryton
- Voják Turoň - baryton
- Strážce pohanského obětiště - tenor
- Nitrabor, velitel Mojmírovy družiny - tenor
- Špáni, vojevůdci, stařešinové, zástupci hradních družin Velké Moravy, příslušníci pohanského rodu Radovana ze Zemlína, lid, otroci, vojáci, hudci, trubači, královští dvořané, pohanští pohřebníci, tanečnice, kněžky Peruna, maskovaní tanečníci v úlohách děsa

## Děj opery
Děj opery se odehrává okolo roku 894 na Velké Moravě, když kníže (král) Svatopluk, cítě svou blízkou smrt, odevzdává vládu svým dvěma synům Svatoplukovi a Mojmírovi. Fiktivní děj je částečně založen na historických reáliích a historických postavách.

### 1. dějství
Na Velehradě se chystá velká slavnost, při níž má stárnoucí král Svatopluk předat část vlády v říši svým synům Mojmírovi a Svatoplukovi mladšímu. V dosud prázdné dvoraně je jen igric Záboj, který zamilován do kněžny Ľutomíry. Ta je u Svatopluka hostem, potají se ale usiluje dostat na velkomoravský stolec svého otce, panonského knížete Braslava. Záboj jí prozradí tajnou zprávu o tom, že Svatopluk soustředí vojsko za Dunajem a chystá se napadnout Franky. Ľutomíra pošle tuto důležitou zvěst po holubici do Panonie.
Svatopluk přistupuje k obřadu; špín Dragomír poučuje královy syny o významu obřadu. Mojmír je přívržencem učení Konstantina a Metoděje, chce pozvednout lid z poroby, zbavit říši franských kněží a zrušit otroctví. Mladý Svatopluk je naopak ctižádostivý a rád by se za pomoci Franků zmocnil trůnu sám. Podle tradice přijímá král nyní prosebníky. Otrokyně Blagota prosí o pomoc pro svou dceru Milenu, kterou zajali pohané a chtějí z ní učinit živou oběť svým bohům. Svatopluk dává tuto věc posoudit svým synům – Mojmír chce dívku ihned osvobodit a pohany potrestat, naopak Svatopluk mladší se pohanů zastává, protože v nich vidí především dobré bojovníky a své spojence. Král souhlasí s mladším synem, neboť potřebuje vojáky proti Frankům. Strhne se však hádka, neboť to je proti mysli oběma synům - Svatopluk mladší nechce spory s Franky a Mojmír zase nechce podporu pohanů. Synové přitom zaútočí na krále výčitkami za smrt strýce Rostislava, kterého Svatopluk zradou odstranil při své cestě k moci. Slavnost je přerušena, krále stihne srdeční záchvat. Voják přináší zprávu, kterou našel v zastřelené holubici – byla to zpráva, kterou vyslala Ľutomíra. To krále rozhněvá, rozkáže vojsku nastoupit a sám povede výpad proti Frankům.

### 2. dějství
Pohanské pohřebiště. V duchu dávných rituálů při pohřbu mládence ze vznešeného rodu, který zahynul jako hrdina v boji, musí zahynout mladá dívka jako jeho posmrtná nevěsta. K pohanům přichází Svatopluk mladší, který se uchází o jejich pomoc při dobytí Nitravy. Pohanští žreci (obětníci) mu věští vůli boha Peruna: zabij krále – svého otce a ty sám nám budeš vládnout. Svatopluk se věštbě podrobí a odchází ji provést. V tom na pohřebiště vtrhne pluk Mojmírova vojska, pohany rozpráší, svrhne jejich modly a osvobodí mladičkou Milenu, která se z vděčnosti nabídne do Mojmírových služeb. Vojáci Mojmíra vyzývají, aby dobyl hrad svého otce a ujal se jeho trůnu. Mojmír sice odmítá postupovat takto přímo proti svému otci, chce však za ním jít a vyjednávat o dalším způsobu vlády na Velké Moravě. Ľutomíra, která všechko slyšela, se rozhodne intrikou zničit Mojmíra a touží se sama stát velkomoravskou kněžnou.

### 3. dějství
(1. obraz) Svatoplukův rádce Dragomír se dozvěděl o Mojmírově činu a dal ho zajmout. Mojmír přiznává, že pobil pohany, ale odmítá obvinění, že chtěl zabít otce. V tom vystoupí Ľutomíra a lstivě prohlásí, že dopis, který napsala a který zachytily královské stráže, viděla psát Mojmíra. Král je tím přesvědčen a dá Mojmíra uvěznit. Milena, která se stala Mojmírovou věrnou společnicí, se vrhá ke královým nohám a prosí za Mojmíra tvrdíc, že slyšela, že ne Mojmír, ale jeho druhý syn má být otcovrahem. Dívce sice nikdo nevěří, ale přece dá Dragomír krále ostřeji hlídat. Při úplňku měsíce přichází Svatopluk mladší a zdvíhá zbraň proti otci, avšak stráže jej zadrží a král nevěří vlastním očím; musí vydat strážím i svého druhého syna.
(2. obraz) Záboj opěvuje nešťastného krále. Když po něm Ľutomíra žádá další informace a hodlá dát signál nepřátelům, zabije ji. Přichází král, aby konal vojenský soud nad svými syny. Prožívá přitom hlubokou osobnostní citovou krizi. V zoufalství vidí zjevení zkrvavených očí, které mu připomínají jeho dávnou zradu na strýci Rostislavovi. V poblouznění ho najde jeho třetí syn Predslav, který je mnichem a přišel otce povzbudit a prosit za své bratry, aby jim král odpustil trest smrti, na který čekají. Svatopluk odpovídá: „Není třeba“. Cítí, že jeho život končí, svolává lid i syny, odpouští jim a rozděluje mezi ně vládu. Tu bere do rukou pruty a varuje syny před nejednotou: Po jednom každý z nich poľahky sa skloní, spojte ich vo zväzok, nik ich nerozlomí. Král umírá a svár mezi syny začíná. Svatopluk mladší není spokojený se svým údělem a zaútočí mečem na Mojmíra, který se stal dědicem královské koruny. Mojmíra zachrání vlastním tělem Milena, která umírá téměř současně s králem. Zatímco Dragomír prohlašuje jediným králem Mojmíra, Svatopluk mladší prchá se slovy: Mojmír, na bojisku sa ešte stretneme!. Jak větší Záboj ve své písni, osud Velkomoravské říše je tím zpečetěn.

## Instrumentace
Tři flétny (jedna též pikola), tři hoboje (jeden též anglický roh), tři klarinety (jeden též basklarinet), tři fagoty (jeden též kontrafagot); čtyři lesní rohy, čtyři trubky, čtyři pozouny, tuba; tympány, bicí souprava; harfa; smyčcové nástroje (housle, violy, violoncella, kontrabasy). 

## Nahrávky
- 1961 Supraphon. Zpívají Ivo Žídek, Marie Podvalová, Přemysl Kočí, Milan Karpíšek, Václav Bednář, Eduard Haken, Marta Krásová, Jaroslav Veverka, Jiří Joran, Jarmila Pechová, Eva Hlobilová, Drahomíra Tikalová, Jaroslav Rohan, Karel Kalaš, Antonín Votava, Karel Berman, Jaroslav Stříška, Antonín Zlesák. Sbory Národního divadla a Smetanova divadla a Orchestr Národního divadla v Praze řídí Zdeněk Chalabala
- 1984 Opus (9356 1691-93). Zpívají Ondrej Malachovský, František Caban, František Livora, Magdalena Blahušiaková, Peter Dvorský, Juraj Martvoň, Ľuba Baricová, Anna Czaková aj. Slovenský filharmonický zbor a Symfonický orchester Československého rozhlasu v Bratislave řídí Ondrej Lenárd